# Animosity (The Berzerker)
Animosity è il quarto album in studio del gruppo industrial metal australiano The Berzerker, pubblicato il 12 febbraio 2007 dalla Earache Records.

## Tracce

### Edizione standard
1. Eye for an Eye – 2:17
2. Purgatory – 3:04
3. False Hope – 3:29
4. Evolution – 2:47
5. No More Reasons – 2:45
6. Retribution – 2:41
7. The Cancer – 3:09
8. Weapons of War – 2:31
9. Heavily Medicated – 2:26
10. Lonely World – 3:47

### Edizione limitata
Pubblicata nel 2010 dalla Earache Records, contiene un disco aggiuntivo (anche noto come Live in London) con la registrazione del concerto tenuto dalla band al The Dome di Londra il 16 dicembre 2006 dove ha eseguito le seguenti tracce:
1. Intro – 0:36
2. Forever – 3:09
3. Compromise – 2:43
4. The Principles & Practices Of Embalming – 3:20
5. "Y" – 3:01
6. Never Hated More – 3:41
7. World Of Tomorrow – 2:30
8. Disregard – 1:26
9. All About You – 2:49
10. Cannibal Rites – 2:24
11. Heavily Medicated – 2:46
12. Burnt – 2:54
13. After Life – 3:40
14. Chapel Of Ghouls – 5:16
15. Pure Hatred – 1:29
16. Deform – 2:44
17. No One Wins – 2:03
18. Death Reveals – 2:01
19. Reality – 1:24
20. Committed To Nothing – 2:56
21. Corporal Jigsore Quandary – 6:23